# Aphanistes iwatai
Aphanistes iwatai là một loài tò vò trong họ Ichneumonidae.